# Medeyrolles
Medeyrolles is een gemeente in het Franse departement Puy-de-Dôme (regio Auvergne-Rhône-Alpes) en telt 113 inwoners (2009). De plaats maakt deel uit van het arrondissement Ambert.

## Geografie
De oppervlakte van Medeyrolles bedraagt 18,0 km², de bevolkingsdichtheid is dus 6,3 inwoners per km².
De onderstaande kaart toont de ligging van Medeyrolles met de belangrijkste infrastructuur en aangrenzende gemeenten.

## Demografie
Onderstaande figuur toont het verloop van het inwonertal (bron: INSEE-tellingen).